# Extrema Catalunya
Extrema Catalunya és un pòdcast sobre l'ultradreta a Catalunya. Estrenat el 21 d'agost de 2023 per Catalunya Ràdio juntament amb La Mira, produït per "La Coctelera Music" recorre la història de l'extrema dreta durant les últimes dècades al llarg de 10 capítols presentats pel fotoperiodista Jordi Borràs i la recerca històrica de l'historiador Carles Viñas, descobrint la diversitat d'àmbits ideològics dins dels moviments ultres i la seva pluralitat. El pòdcast fou produït per la productora La Coctelera Music i Catalunya Ràdio, amb la col·laboració del Departament d'Igualtat i Feminismes de la Generalitat de Catalunya i el CRAI Biblioteca Pavelló de la República de la Universitat de Barcelona. El relat s'inicia des de l'època de la Transició i com no es va fer net amb expressions polítiques de signe franquista, i com l'extrema dreta va poder mantenir unes estructures que li permeten sobreviure primer de forma marginal i en ple segle XXI créixer amb les successives crisis econòmiques i la reacció contrària al procés independentista català, fins a arribar a obtenir representació amb formacions polítiques al Parlament de Catalunya. Gran part de la recerca per elaborar el pòdcast parteix de l'arxiu de Xavier Vinader, que ha estat un dels principals experts en crim organitzat, terrorisme d'estat i extrema dreta a Catalunya i l'Estat espanyol, i del qual amb aquest pòdcast se'n publiquen junt amb altres entrevistes més recents diversos testimonis en primera persona dels protagonistes de l'extrema dreta.
El 2024 va guanyar el premi Sonor al millor pòdcast de narrativa de no-ficció. També va ser nominat al premi Ondas Globals del Pòdcast al millor pòdcast en llengua cooficial de l'Estat.

## Episodis
| Capítol | Títol                                       | Durada |
| --- | ------------------------------------------- | ------ |
| 1 | «Franco ha mort, però no ells»              | 38:50  |
| Xavier Casals i Meseguer · Joan Maria Thomàs Andreu · Pilar Primo de Rivera (gravació de l'Arxiu de Xavier Vinader) Amb la imminent mort de Franco la ultradreta es veu abocada a afrontar els canvis polítics dins l'Estat espanyol entre 1970 a 1975. |                                             |        |
| 2 | «Camaleons de la dictadura a la democràcia» | 45:38  |
| Joan Maria Thomàs Andreu · Xavier Casals i Meseguer · Ernesto Milà (declaracions actuals i també gravació de l'Arxiu de Xavier Vinader) · Josep Anglada i Rius Els nostàlgics de la ultradreta busquen recuperar el poder, tant amb partits polítics com Fuerza Nueva com amb cops d'estat com el del 23F (1976-1982).                                                                                         |                                             |        |
| 3 | «La resposta és una bomba»                  | 44:49  |
| Carles Viñas i Gràcia · David Fernández de Castro · Ernesto Milà · Xavier Casals i Meseguer · Francesc Viadel i Girbés · Isidro Carmona (gravació de l'Arxiu de Xavier Vinader) · Josep Aixalà i Jansana La ultradreta aposta pel terrorisme com a resposta a la guerra ideològica. Es produeixen atemptats com la bomba contra el Papus, la batalla de València i l'aparició de Milícia Catalana (1977-1990). |                                             |        |
| 4 | «Europa ensenya a sortir de l'armari»       | 25:53  |
| Ernesto Milà · Xavier Casals i Meseguer · Carles Viñas i Gràcia · Xavier Rius Sant L'intent d'actualització del discurs de la ultradreta entre Juntas Españolas, el Bloc Català i el Moviment Patriòtic Català acaba fallant (1983-1993), però, en canvi, a Europa comencen a sorgir noves propostes. |                                             |        |
| 5 | «Marcar un gol: futbol i skinheads»         | 26:43  |
| Xavier Rius Sant · Carles Viñas i Gràcia Sorgeix una nova estètica transgressora entre la joventut ultradretana, el moviment skinhead s'introdueix a l'estat espanyol (1980-1990). |                                             |        |
| 6 | «Primer els de casa»                        | 26:10  |
| Sergi Pardos-Prado · Xavier Rius Sant · Xavier Casals i Meseguer El discurs antiimmigració arriba per inspiració de la ultradreta europea (1994-2005). |                                             |        |
| 7 | «Ho volem tot: nacionals i revolucionaris»  | 30:03  |
| Xavier Rius Sant · Juan Antonio Llopart Senent Se succeeixen les constants reformulacions per arribar al vot de masses (1993-2018). |                                             |        |
| 8 | «Una plataforma per enlairar-se»            | 38:36  |
| Helena Castellà i Duran · Xavier Rius Sant · Josep Anglada i Rius · Xavier Casals i Meseguer · Carles Viñas i Gràcia · Sergi Pardos-Prado Plataforma per Catalunya aconsegueix representació en l'àmbit local i contactes a escala global (2000-2018). |                                             |        |
| 9 | ««España es una»»                           | 30:18  |
| Helena Castellà i Duran · Jordina Arnau Roig · Carles Viñas i Gràcia · Xavier Casals i Meseguer · Sergi Pardos-Prado La defensa de la unitat territorial i contra el procés independentista català és aprofitat per la ultradreta per legitimar-se (2012-2021). |                                             |        |
| 10 | «Tornem, perquè no hem marxat mai»          | 45:07  |
| Helena Castellà i Duran · Jordina Arnau Roig · Ernesto Milà · Xavier Casals i Meseguer · Sergi Pardos-Prado · Carles Viñas i Gràcia · David Bou Es construeix la força política de VOX i aquesta evoluciona fins a assolir representació política a les institucions (2013-2022). |                                             |        |